# Tilloy-lès-Mofflaines
Tilloy-lès-Mofflaines település Franciaországban, Pas-de-Calais megyében. Lakosainak száma 1564 fő (2022. január 1.). Tilloy-lès-Mofflaines Saint-Laurent-Blangy, Neuville-Vitasse, Feuchy, Wancourt, Beaurains és Arras községekkel határos.

## Népesség
A település népessége az elmúlt években az alábbi módon változott:
| Lakosok száma | 1449 | 1445 | 1556 | 1434 | 1413 | 1435 | 1475 | 1519 | 1564 |
|               | 2013 | 2015 | 2016 | 2017 | 2018 | 2019 | 2020 | 2021 | 2022 |